# Campeonato de Australia de Ciclismo Contrarreloj
Los Campeonatos de Australia de Ciclismo Contrarreloj se organizan anual e ininterrumpidamente desde el año 1996 para determinar el campeón ciclista de Australia de cada año, en la modalidad. 
El título se otorga al vencedor de una única carrera, en la modalidad de contrarreloj individual. El vencedor obtiene el derecho a portar un maillot con los colores de la bandera australiana hasta el campeonato del año siguiente, solamente cuando disputa pruebas contrarreloj.

## Palmarés

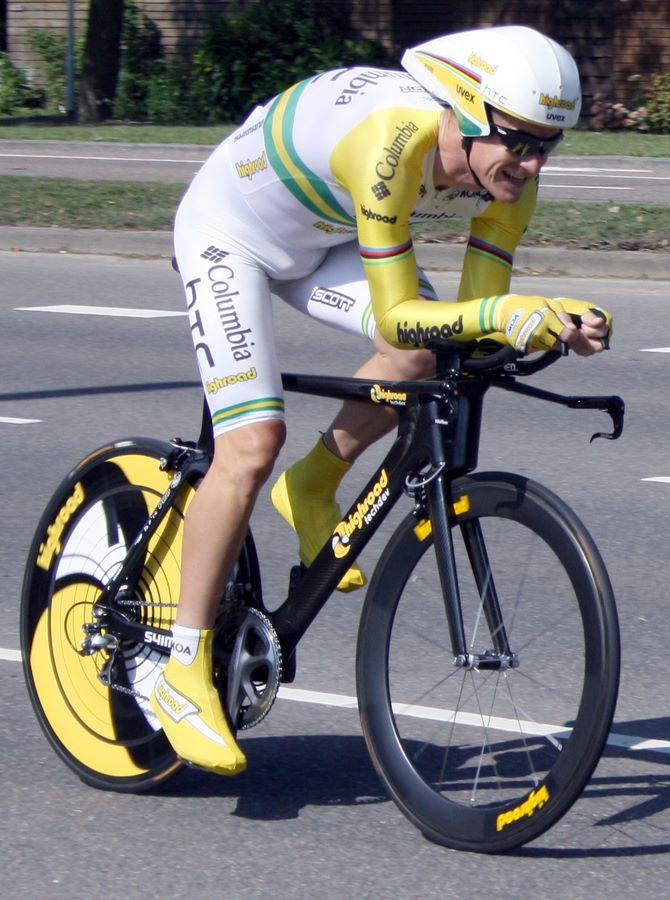
Michael Rogers campeón de Australia contrarreloj en 2009.

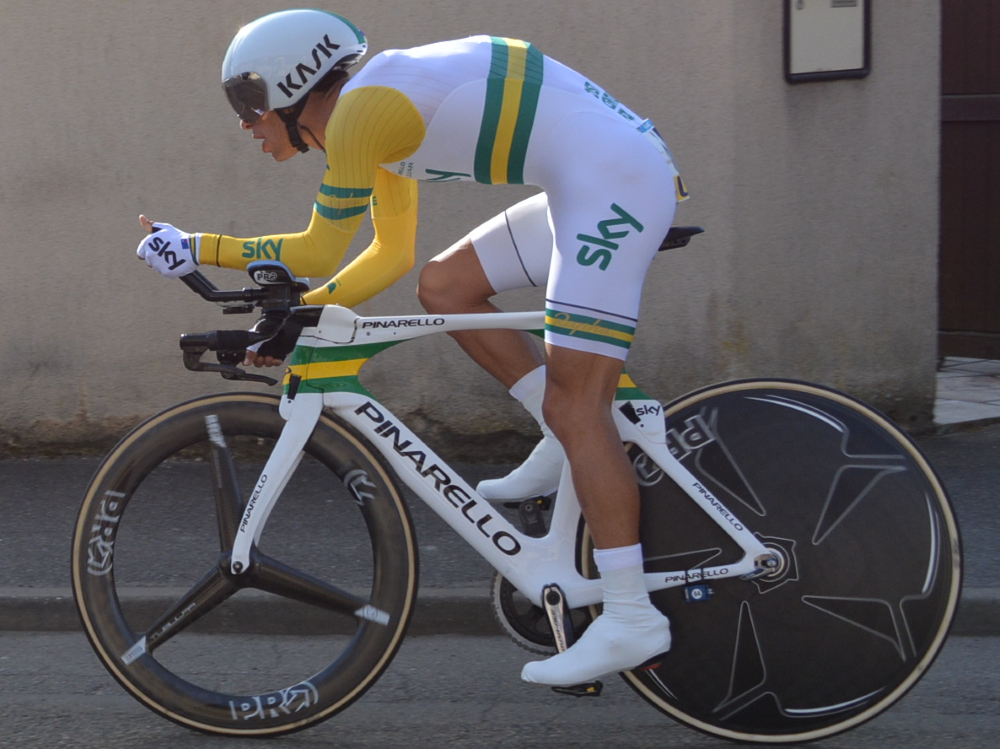
Richie Porte campeón en 2015.

### Competiciones masculinas

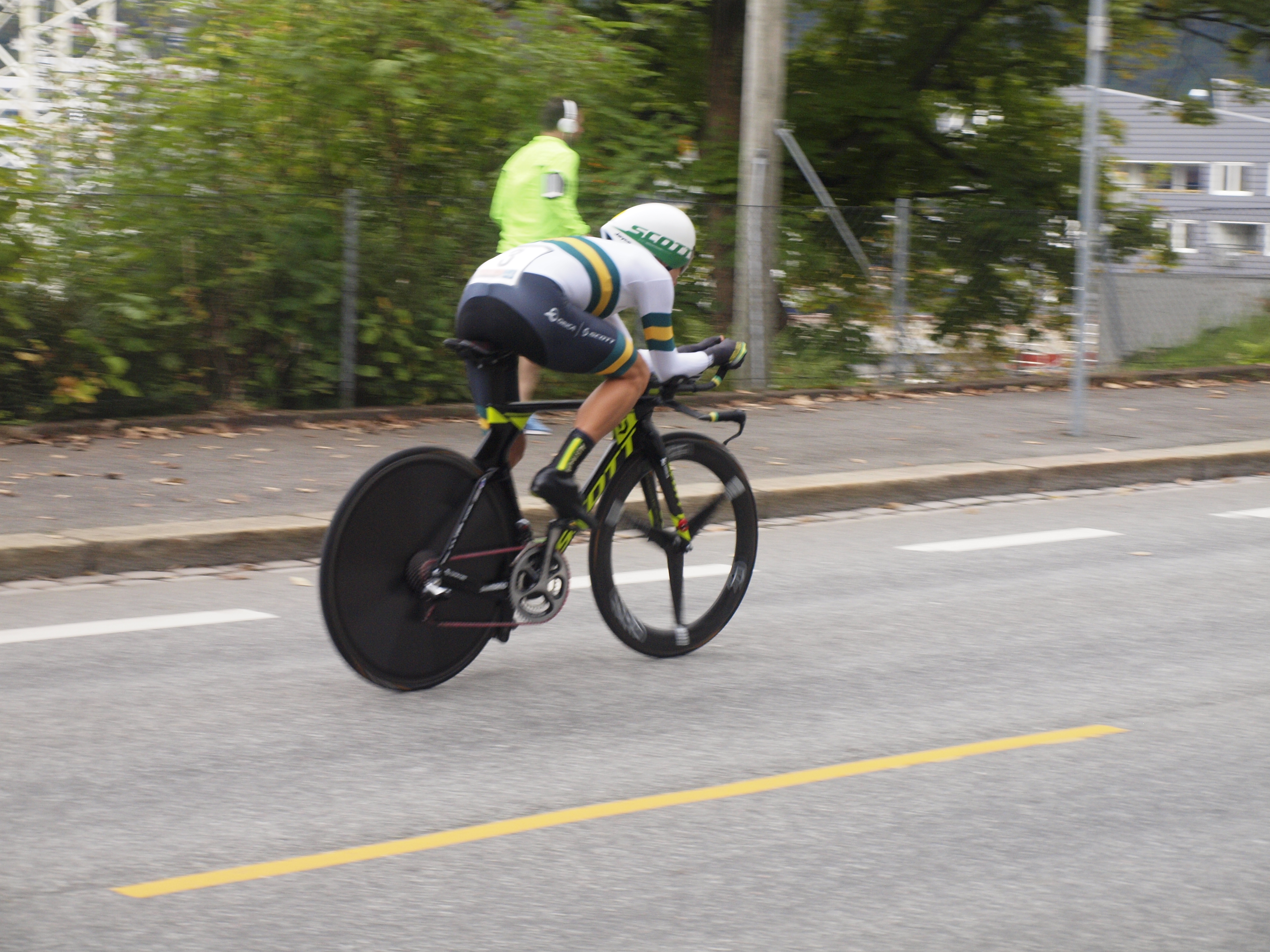
Katrin Garfoot campeona en 2016, 2017 y 2018.

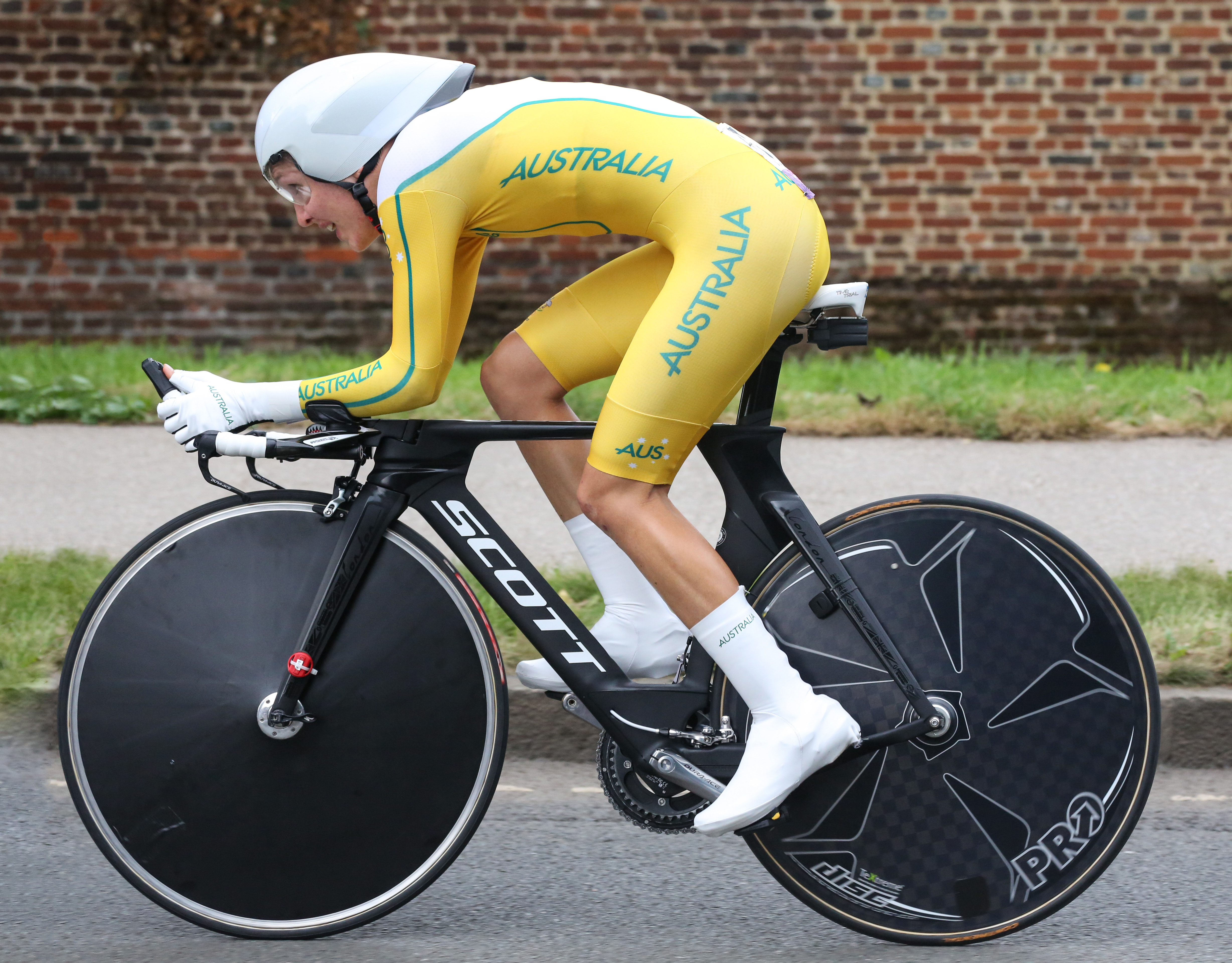
Shara Gillow en 2012, tetracampeona de Australia.

| Año  | Ganador             | Segundo         | Tercero          |
| ---- | ------------------- | --------------- | ---------------- |
| 1996 | Nathan O'Neill      |                 |                  |
| 1997 | Jonathan Hall       | Jamie Drew      | Steve Williams   |
| 1998 | Nathan O'Neill      | Tom Leaper      | Tristan Priem    |
| 1999 | Jonathan Hall       | Denis Mungroven | Peter Milostic   |
| 2000 | No se disputó       | No se disputó   | No se disputó    |
| 2001 | Kristjan Snorrarson | Denis Mungroven | Russel Van Hout  |
| 2002 | Nathan O'Neill      | Michael Rogers  | Ben Day          |
| 2003 | Ben Day             | Michael Rogers  | Adrian Laidler   |
| 2004 | Nathan O'Neill      | Peter Milostic  | Luke Roberts     |
| 2005 | Nathan O'Neill      | Rory Sutherland | Russel Van Hout  |
| 2006 | Nathan O'Neill      | Luke Roberts    | Ben Day          |
| 2007 | Nathan O'Neill      | Rory Sutherland | David Pell       |
| 2008 | Adam Hansen         | Rory Sutherland | Ben Day          |
| 2009 | Michael Rogers      | Cameron Meyer   | Richie Porte     |
| 2010 | Cameron Meyer       | John Anderson   | Luke Roberts     |
| 2011 | Cameron Meyer       | Jack Bobridge   | Michael Matthews |
| 2012 | Luke Durbridge      | Cameron Meyer   | Michael Rogers   |
| 2013 | Luke Durbridge      | Rohan Dennis    | Michael Matthews |
| 2014 | Michael Hepburn     | Luke Durbridge  | Damien Howson    |
| 2015 | Richie Porte        | Rohan Dennis    | Jack Bobridge    |
| 2016 | Rohan Dennis        | Richie Porte    | Sean Lake        |
| 2017 | Rohan Dennis        | Luke Durbridge  | Benjamin Dyball  |
| 2018 | Rohan Dennis        | Luke Durbridge  | Richie Porte     |
| 2019 | Luke Durbridge      | Rohan Dennis    | Cameron Meyer    |
| 2020 | Luke Durbridge      | Rohan Dennis    | Chris Harper     |
| 2021 | Luke Plapp          | Luke Durbridge  | Kelland O'Brien  |
| 2022 | Rohan Dennis        | Luke Durbridge  | Conor Leahy      |
| 2023 | Jay Vine            | Luke Durbridge  | Kelland O'Brien  |
| 2024 | Luke Plapp          | Chris Harper    | Michael Hepburn  |
| 2025 | Luke Plapp          | Jay Vine        | Kelland O'Brien  |

### Competiciones femeninas
| Año  | Ganadora          | Segunda          | Tercera            |
| ---- | ----------------- | ---------------- | ------------------ |
| 1991 | Catherine Hart    | Ingrid Eadie     | Jane McDonald      |
| 1992 | Kathryn Watt      | Ingrid Eadie     | Catherine Hart     |
| 1993 | Kathryn Watt      | Ingrid Eadie     | Rachel Victor      |
| 1994 | Kathryn Watt      | Susan Poidevin   | Cathy Reardon      |
| 1995 | Tracey Gaudry     | Kathryn Watt     | Melissa Berryman   |
| 1996 | Kathryn Watt      | Anna Millward    | Lynn Nixon         |
| 1997 | Anna Millward     | Kathryn Watt     | Ellie Kennedy      |
| 1998 | Anna Millward     | Kathryn Watt     | Jodie Brewer       |
| 1999 | Kristy Scrymgeour | Kathryn Watt     | Tracey Gaudry      |
| 2000 | Tracey Gaudry     | Anna Millward    | Kristy Scrymgeour  |
| 2001 | Anna Millward     | Alison Wright    | Sara Carrigan      |
| 2002 | Sara Carrigan     | Anna Millward    | Hayley Rutherford  |
| 2003 | Sara Carrigan     | Olivia Gollan    | Oenone Wood        |
| 2004 | Oenone Wood       | Sara Carrigan    | Kathryn Watt       |
| 2005 | Oenone Wood       | Sara Carrigan    | Amy Gillett        |
| 2006 | Kathryn Watt      | Sara Carrigan    | Natalie Bates      |
| 2007 | Carla Ryan        | Kathryn Watt     | Toireasa Gallagher |
| 2008 | Bridie O'Donnell  | Sara Carrigan    | Alexis Rhodes      |
| 2009 | Carla Ryan        | Alexis Rhodes    | Kathryn Watt       |
| 2010 | Amber Halliday    | Bridie O'Donnell | Carly Light        |
| 2011 | Shara Gillow      | Taryn Heather    | Ruth Corset        |
| 2012 | Shara Gillow      | Taryn Heather    | Bridie O'Donnell   |
| 2013 | Shara Gillow      | Grace Sulzberger | Felicity Wardlaw   |
| 2014 | Felicity Wardlaw  | Shara Gillow     | Bridie O'Donnell   |
| 2015 | Shara Gillow      | Bridie O'Donnell | Taryn Heather      |
| 2016 | Katrin Garfoot    | Shara Gillow     | Tiffany Cromwell   |
| 2017 | Katrin Garfoot    | Shara Gillow     | Kate Perry         |
| 2018 | Katrin Garfoot    | Lucy Kennedy     | Shara Gillow       |
| 2019 | Grace Brown       | Gracie Elvin     | Kate Perry         |
| 2020 | Sarah Gigante     | Grace Brown      | Emily Herfoss      |
| 2021 | Sarah Gigante     | Grace Brown      | Nicole Frain       |
| 2022 | Grace Brown       | Amber Pate       | Lisa Jacob         |
| 2023 | Grace Brown       | Georgie Howe     | Brodie Chapman     |
| 2024 | Grace Brown       | Brodie Chapman   | Georgie Howe       |
| 2025 | Brodie Chapman    | Amber Pate       | Anya Louw          |

## Estadísticas

### Más victorias
| Ciclista       | Victorias | Años                                      |
| -------------- | --------- | ----------------------------------------- |
| Nathan O'Neill | 7         | 1996, 1998, 2002, 2004, 2005, 2006 y 2007 |
| Luke Durbridge | 4         | 2012, 2013, 2019 y 2020                   |
| Rohan Dennis   | 4         | 2016, 2017, 2018 y 2022                   |
| Lucas Plapp    | 3         | 2021, 2024 y 2025                         |
| Jonathan Hall  | 2         | 1997 y 1999                               |
| Cameron Meyer  | 2         | 2010 y 2011                               |

| Ciclista       | Victorias | Años                          |
| -------------- | --------- | ----------------------------- |
| Kathryn Watt   | 5         | 1992, 1993, 1994, 1996 y 2006 |
| Shara Gillow   | 4         | 2011, 2012, 2013 y 2015       |
| Grace Brown    | 4         | 2019, 2022, 2023 y 2024       |
| Anna Millward  | 3         | 1997, 1998 y 2001             |
| Katrin Garfoot | 3         | 2016, 2017 y 2018             |
| Tracey Gaudry  | 2         | 1995 y 2000                   |
| Sara Carrigan  | 2         | 2002 y 2003                   |
| Oenone Wood    | 2         | 2004 y 2005                   |
| Carla Ryan     | 2         | 2007 y 2009                   |
| Sarah Gigante  | 2         | 2020 y 2021                   |